# Mobile High-Definition Link
Mobile High-Definition Link (MHL) – standard interfejsu audio-video dla urządzeń mobilnych, łączący w sobie cechy złącza microUSB i HDMI. Umożliwia współpracę urządzeń mobilnych z telewizorami i monitorami posiadającymi złącze HDMI i przesyłanie dźwięku oraz obrazu 2160p. Podczas połączenia ładowany jest także akumulator w urządzeniu mobilnym.

## Zasada działania
MHL oznacza mobile high-definition link, czyli mobilne połączenie wysokiej jakości, co oddaje zasadę działania. W praktyce jest on wymagany ze strony urządzenia mobilnego, a nie docelowego. Sam standard pozwala na przesłanie po jednym kablu zarówno dźwięku, jak i obrazu, a te dane dla telewizora/monitora są traktowane tak samo jak podłączenie dowolnego innego urządzenia (np. konsoli czy odtwarzacza Blu-ray). Oczywiście istnieją telefony/smartfony ze specjalnymi wyjściami ekranowymi, aczkolwiek zdecydowana większość posiada wyłącznie port(y) USB, plus słuchawkowy. Dlatego proces podłączania bazuje na dwóch elementach:
- część sprzętowa (czyli fizyczna „przelotka”), relatywnie tania w produkcji[1], ma zamieniać sygnał z portu usb na hdmi (obecnie głównie stosowane w standardzie) i posiadać fizyczną wtyczkę do monitora/telewizora[3].
- oprogramowanie i baza na urządzeniu nadawczym (np. smartfon), które zgodnie ze standardem MHL przesyła dane do „przelotki”, wydając komendy do portu usb.

Z tego powodu standard obejmuje:
- transmisję nieskompresowanego obrazu do maksymalnej rozdzielczości 1080p
- przesyłanie nieskompresowanego dźwięku 8-kanałowego
- ładowanie przenośnego urządzenia
- HDCP - chronienie przesyłanych treści

Z racji obliczeń wykonywanych przez urządzenie mobilne (a nie zasadniczo po stronie „przelotki”) jest on zależny od urządzenia przenośnego, dlatego też istnieje możliwość przesyłania lepszej jakości treści (np. 4K) do telewizorów nowszej generacji (które ją obsługują).